# كول أوف ديوتي: وورزون 2.0
كول أوف ديوتي: وورزون 2.0 (بالإنجليزية: Call of Duty: Warzone 2.0)‏ هي لعبة فيديو باتل رويال مجانية قادمة من تطوير إنفنتي وورد وريفن سوفتوير ومن نشر أكتيفجن، من المقرر أن تصدر في 16 نوفمبر 2022 لأجهزة بلاي ستيشن 4، بلاي ستيشن 5، إكس بوكس ون، إكس بوكس سيريس إكس وسيريس إس ومايكروسوفت ويندوز. وهي الجزء الثاني للعبة كول أوف ديوتي: وورزون وهي جزء من لعبة كول أوف ديوتي: مودرن وورفير 2 ولكن لا تتطلب شرائها.